# Nikolaï Soloviev
Pour les articles homonymes, voir Soloviev.
Nikolaï Feopemptovich Soloviev (né le 9 mai 1846 à Petrozavodsk – mort à Saint-Pétersbourg le 27 décembre 1916), est un critique musical, un compositeur et un enseignant au Conservatoire de Saint Pétersbourg, de nationalité russe. Ses étudiants en composition les plus connus sont Samuel Maykapar, Mihkel Lüdig, Artur Lemba et Peeter Süda. Soloviev a composé plusieurs opéras, une ouverture, le poème symphonique Russes et Mongoles, et a participé à la réalisation de l'opéra Force du diable d'Alexander Serov.
Comme critique musical, Soloviev a soutenu les œuvres de compositeurs comme Modeste Moussorgski et Nikolaï Rimski-Korsakov, en dépréciant le travail d'autres compositeurs. Au sujet du concerto pour piano no 1 de Piotr Ilitch Tchaïkovski, il écrit: « le premier concerto de Tchaïkovski est comme la première crêpe que l'on fait sauter dans la poêle, un flop. »

## Source
- (en) Cet article est partiellement ou en totalité issu de l’article de Wikipédia en anglais intitulé « Nicolai Soloviev » (voir la liste des auteurs).